# Ramal ferroviario Empalme Piedra Echada-Villa Iris
El Ramal Empalme Piedra Echada - Villa Iris pertenece al Ferrocarril General Roca, Argentina.

## Ubicación
Se halla en la provincia de Buenos Aires, íntegramente en el partido de Puan.
Tiene una extensión de 43 km entre el paraje de Piedra Echada y  la localidad de Villa Iris.
Es un ramal de enlace para dos ramales principales, como lo son el Ramal Nueva Roma - Villa Iris - General Acha - Toay y el Ramal Bahía Blanca - Darregueira.

## Servicios
Es un ramal secundario de la red, no presta servicios de pasajeros ni de cargas, aunque están concesionadas a la empresa FerroExpreso Pampeano S.A. para servicios de cargas.

## Historia
El ramal fue construido en el año 1908, por el Ferrocarril Buenos Aires al Pacífico cuando administraba al Ferrocarril Bahía Blanca al Noroeste
Fue  inaugurado en forma provisoria al servicio público el 5 de diciembre de 1908, y el 11 de mayo de 1909, en forma definitiva.
La principal actividad del tráfico era la carga de cereales y en menor medida la carga de hacienda.